# Ippon

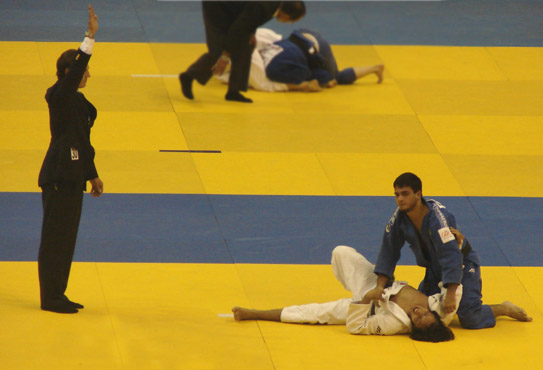
Een ippon wordt gegeven.

Ippon (一本) is een Japanse uitdrukking voor één. Bijzonder aan het Japans is dat telwoorden met een suffix veranderd kunnen worden. Zo zijn Hon, Bon en Pon toevoeging om langwerpige zaken aan te duiden, zoals flessen, vingers of pennen. Op deze manier worden 一 (Ichi) en 本 (Hon) samengetrokken tot  一本 (Ippon). Wat er exact met ippon wordt bedoeld, hangt af van de context.
Enkele mogelijke betekenissen van de term ippon zijn:
- Ippon. (judo, karate en kendō): Een wedstrijdpunt. Als in een gevecht een techniek goed wordt uitgevoerd, wordt in karate gekozen tussen een ippon (een heel punt) en een waza-ari (技有り) (een half punt). Deze beslissing wordt genomen op basis van slagkracht, het getroffen lichaamsdeel en de reactie van de getroffen tegenstander. In judo is een ippon de directe winst voor de judoka.
- Ippon-Nukite. (karate) Stoot met één vinger. Komt in de kata Unsu voor.
- Ippon-Kumite. (karate) Kumite-vorm, bestaat uit een aanval en een tegenaanval.

Het gevecht werd in de jaren 50 ontwikkeld door Nakayama Masatoshi, een leerling van Gichin Funakoshi. Het traditionele gevecht wordt in de filosofie van de Shōbu-Ippon (勝負一本) uitgevoerd, en symboliseert Ikken-hissatsu (一拳必殺), hetgeen betekent de tegenstander met één slag te doden. Bedoeld wordt dat degene wint die als eerste de techniek uitvoert, echter de slag mag niet daadwerkelijk worden uitgevoerd.
Met een ippon in judo wordt een wedstrijd in één aanval beslist. Dit kan dus al na een seconde het geval zijn. Ippon is de hoogst mogelijke score in judo. Bij het grondgevecht kan deze score op verschillende manieren worden gehaald; voorbeelden zijn de armklem en de wurging. Diegene die de beweging ondergaat tikt dan tweemaal met zijn hand of voet op de mat om aan te geven dat hij zich overgeeft. Ook wordt een ippon bij het grondgevecht toegekend wanneer een tegenstander 20 seconden met het grootste gedeelte van de rug tegen de grond gedrukt wordt.
Ook in rechtstaande positie wordt een ippon toegekend bij wurgingen en armklemmen. Deze zijn ook rechtstaand mogelijk, maar komen slechts zeer zelden voor. Vaker wordt er rechtstaand een ippon toegekend als de tegenstander op de grond valt, mits,
- de tegenstander op het grootste deel van zijn rug valt;
- de aanvallende beweging snel genoeg is;
- de kracht van de aanval groot genoeg is.